# MOS 8502

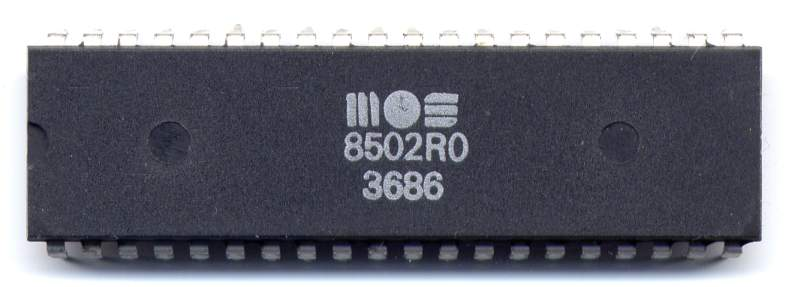
MOS 8502 マイクロプロセッサ

MOS 8502は、モステクノロジー(MOS Technology, Inc.)が設計した8ビットマイクロプロセッサであり、コモドール128で使用された。コモドール64で使用されたMOS 6510を基にして、コモドール64で使用された標準のクロックの 1.024 MHzに加えて、2倍のクロック(2.048 MHz)でも動作することが出来た。
40桁のVIC-IIディスプレイコントローラは、CPUが2倍速で動作したときに十分なサイクルを確保することが出来なかったため、高速モードでのビデオ表示は80桁のVDCを使用したときだけ可能であった。ビデオ出力が重要でないときに出力を止めることで高速モードを利用することが出来たので、一部の40桁表示のアプリケーションは、CPUに依存した計算の性能を上げるためにスクリーン表示を無効にした。
ピン配置はMOS 6510と若干異なっている。8502は、6510が持っていたPHI2ピンが無く、I/Oピンが拡張されている。

8502 のピン配置 (40-Pin DIP)

2007年に、HPはサンプラステクノロジーが製造する8502プロセッサを使用した電卓のHP-35sをリリースした
。

## 参照
1. ↑  Service Manual C-128/C128D Computer, Commodore Business Machines, PN-314001-08, November 1987
2. ↑  Richard Nass: Tear Down: Scientific calculator boils design down to two ICs, Embedded.com, January 2008